# Sanrio
Sanrio Co., Ltd. (株式会社サンリオ Kabushikigaisha Sanrio) (TYO: 8136
) er en japansk virksomhed der designer, licenserer og producerer produkter med fokus på kawaii (cute) -segmentet i japansk populærkultur. Deres produkter inkluderer brevpapir, skoleartikler, gaveartikler og accessories der sælges over hele verden og i specielle brand-detailhandelsbutikker i Japan. Sanrios bedst kendte karakter er Hello Kitty, en hvid kat med en rød sløjfe og ingen synlig mund, en af verdens mest succesfulde brands i verden.
Udover at sælge karakter-varer så udfører Sanrio filmproduktion og forlagsvirksomhed. De ejer rettighederne til Peanuts-karaktererne i Japan. Deres animatronics-afdeling kaldes for Kokoro Company, Ltd. ("Kokoro" er japansk for "hjerte") og er bedst kendt for sine actroid-androids. I Danmark er Kokoro Company mest kendt for at have fremstillet en actroid af Henrik Schärfe, der er lektor ved Aalborg Universitet. Sanrio er også med i fastfoodindustrien, hvor de driver Kentucky Fried Chicken-restaurenter på franchise-basis i Saitama-præfekturet.

## Historie
Sanrio blev grundlagt af Shintaro Tsuji som Yamanashi Silk Company i 1960, startkapitalen var på 1 million yen. I 1962 udvide Tsuji sit forretningsområde fra dilke til gummisandaler med malet blomstermønster. Tsuji observerede profitten ved på simpel vis at tilføje et cute-design til sandalerne og hyrede tegnere til at design cute karakterer til sine merchandises. I 1973 etableres virksomheden officielt under navnet "Sanrio". Navnet kommer ifølge virksomhedens europæiske website fra de spanske ord san (hellig) og río (flod) Bogen korega Sanrio no himitsu desu (これがサンリオの秘密です) eller This is the Sanrio Company Secret giver en en forklaring på navnets oprindelse. Ifølge bogen sagde Tsuji (Sanrios grundlægger) at Yamanashi (山梨), som var en del af virksomhedens tidligere navn har en alternativ on'yomi (udtale) der læses sanri. Det tilbageværende o blev tilføjet fra ou (オウ)-lyden som folk siger når de er glade.
Virksomheden producerede en række karakter-merchandise til gavegivende-lejligheder. Hello Kitty blev tilføjet produktfortefølgen i 1974 og den første merchandise blev lanceret det følgende år. Den populære kattekilling har haft både højdepunkter og fald i salget gennem årerne, men har altid været den væsentligste biddragyder til Sanrios salg. Andre notable karakterer gennem årerne har været Little Twin Stars (skabt af Mr. Tsuji selv), My Melody, Keroppi, Tuxedo Sam, Badtz-Maru, Chococat, Cinnamoroll, Sugarbunnies, Jewelpet og Wish me mell. Sanrio tilføjer konstant nye karakterer til sin produktportefølge. Bestemte sættes skiftevis ind ud af produktion.

## Lokaliteter
Sanrio driver to forlystelsesparker i Japan, Sanrio Puroland i Tama i Tokyo og Harmonyland i Hiji i Ōita-præfekturet, Kyūshū.
Sanrio Inc. er Sanrios amerikanske datterselskab. Sanrio Inc. har kontorer i det sydlige San Francisco og Torrance i Californien. Sanrios første vestlige butik åbnede i San Joses Eastridge Center. I 2008 åbnede Sanrio en high-end butik kaldet Sanrio Luxe i New York City's Times Square. I den vestlige verden sælges Sanrios produkter på op imod 12.000 lokaliteter inklusive stormagasiner, specialforretninger, kædeforretninger og over 85 Sanrio-butikker.

## Filmografi

### Film
Fra 1977 til 1985 producerede Sanrio film gennem selskabet Sanrio Films. Efter A Journey Through Fairyland skiftede Sanrio fokusområde begyndte at lave kortfilm, OAVs og TV-shows med sine karakterer. I 2006 bekendtgjorde Sanrio at de igen vil lave film i fuldlængde..

### TV-animationer
Sanrio begyndte at lave animationsfilm i slutningen af 1980'erne og begyndelsen af 1990'erne. Nogle af karaktererne blev videreført i forskellige animationsserier, den første var Hello Kitty's Furry Tale Theater i 1987. Karakteren My Melody fik sin første officielle animationsserie Onegai My Melody i 2005, hvor den fik debut på TV Osaka.